# Condylostylus bifasciatus
Condylostylus bifasciatus är en tvåvingeart som beskrevs av Octave Parent 1931. Condylostylus bifasciatus ingår i släktet Condylostylus och familjen styltflugor.
Artens utbredningsområde är Bolivia. Inga underarter finns listade i Catalogue of Life.